# 旧設八医科大学
旧設八医科大学（きゅうせつはちいかだいがく）は、東京都内に大学令に基づき設置されていた8つの私立医科大学の総称。日本国内の私立医科大学の中でも伝統校として知られている。

## 一覧
出典：
- 慶應義塾大学医学部
- 東京慈恵会医科大学
- 日本医科大学
- 日本大学医学部
- 順天堂大学
- 昭和医科大学
- 東京医科大学
- 東邦大学